# 拉旺若
拉旺若（法語：Lavangeot，法語發音：[lavɑ̃ʒo]）是法国汝拉省的一个市镇，属于多勒区。

## 地理
拉旺若（47°9'8"N, 5°36'33"E）面积2.41 平方千米，位于法国勃艮第-弗朗什-孔泰大區汝拉省，该省份为法国东部内陆省份，北起上索恩省，西北接科多尔省，西临索恩-卢瓦尔省，南至安省，东与杜省和瑞士接壤。
与拉旺若接壤的市镇（或旧市镇、城区）包括：欧德朗日、拉旺莱多勒、罗芒日。

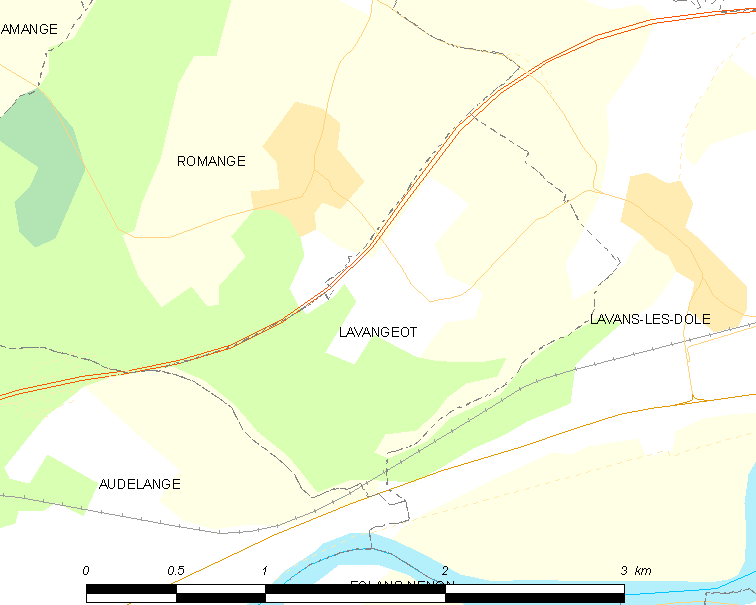
拉旺若的OSM定位图

拉旺若的时区为UTC+01:00、UTC+02:00（夏令时）。

## 行政
拉旺若的邮政编码为39700，INSEE市镇编码为39284。

## 政治
拉旺若所属的省级选区为欧蒂姆县。

## 人口

1962-2008年间拉旺若人口变化图示

拉旺若于2022年1月1日时的人口数量为141人。